# 도시 목록
아래는 도시 목록의 목록이다.

## 도시 위주
- 나라별 도시 목록
- 대륙별 도시 목록
  - 아프리카의 도시 목록
  - 아시아의 도시 목록
  - 중앙아메리카의 도시 목록
  - 유럽의 도시 목록
  - 북아메리카의 도시 목록
  - 오세아니아의 도시 목록
  - 남아메리카의 도시 목록
  - 남극의 영유권 주장 목록
- 국내총생산순 도시 목록
- 마천루가 가장 많은 도시 목록
- 수도 이름순 수도 목록
- 시기 목록
- 세계에서 가장 살기 좋은 도시
- 세계도시

### 인구순
- 인구순 도시 목록
- 인구순 대도시권 목록

## 도심 지역
- 역사적 도시 커뮤니티 규모(영어판)